# Zonitoschema kaszabi
Zonitoschema kaszabi – gatunek chrząszcza z rodziny oleicowatych i podrodziny Nemognathinae.
Gatunek ten opisany został w 2014 roku przez Jana Batelkę i Marca A. Bolognę na podstawie 3 okazów samic odłowionych w 2010 i 2008 roku. Jako miejsce typowe autorzy wskazali Wadi Ayhaft. Epitet gatunkowy nadano na cześć Zoltána Kaszaba.
Chrząszcz o ciele długości od 14 do 15 mm, ubarwiony pomarańczowobrązowo z musztardowobrązowymi pokrywami oraz czarnymi: oczami, wierzchołkami żuwaczek, członami czułków od trzeciego wzwyż, odsiebnymi częściami głaszczków, wierzchołkowymi ćwiartkami ud, goleniami i stopami. Całe ciało jest gęsto porośnięte jasnymi, złociście żółtymi szczecinkami. Punktowanie głowy i przedplecza jest u niego głębokie i gęste, a ich powierzchnie nie tak błyszczące jak u Z. rubricolor. W widoku bocznym narządy gębowe są znacznie krótsze niż puszka głowowa. Przedplecze jest w zarysie prawie dzwonkowate, dłuższe niż szerokie, pośrodku najszersze, a na przedzie niezwężone szyjkowato. Punktowanie pokryw jest gęste, ale płytsze niż na głowie i przedpleczu. Skrzydła tylnej pary są w pełni wykształcone. Powierzchnia sternitów odwłoka jest prawie szagrynowana.
Owad endemiczny dla jemeńskiej Sokotry.